# Nogi Maresuke
Bá tước Nogi Maresuke (乃木 希典 (Nãi Mộc Hi Điển) Nogi Maresuke) là một vị đại tướng lục quân của Nhật Bản. Ông là một nhân vật nổi bật trong cuộc chiến tranh Trung-Nhật lần I và chiến tranh Nga-Nhật.

## Tiểu sử

### Tuổi trẻ
Nogi được sinh ra là con trai của một samurai tại Edo (Tokyo ngày nay), của gia tộc Chofu tỉnh Chōshū (ngày nay quận Yamaguchi). Ông sinh ngày 11 tháng 11, năm 1849, theo âm lịch xưa của Nhật Bản, nay là ngày lễ Giáng sinh. Tên thời thơ ấu của ông là Mujin, nghĩa là "vô nhân", để ngăn chặn các vị thần ác đến hại ông. Trên 18 tuổi, ông được đổi tên thành Nogi Bunzō.

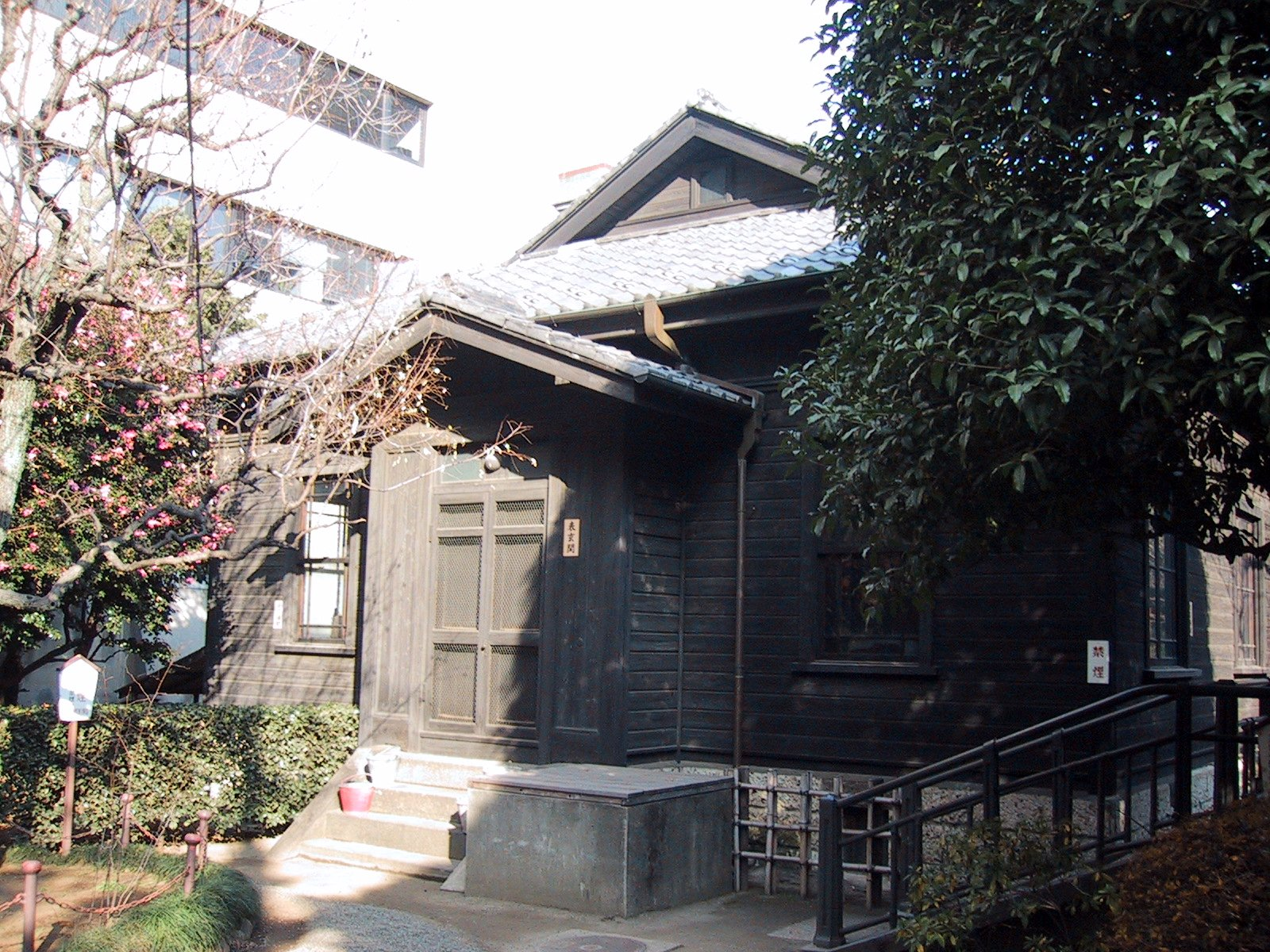
nhà của Nogi Maresuke

## Tham khảo

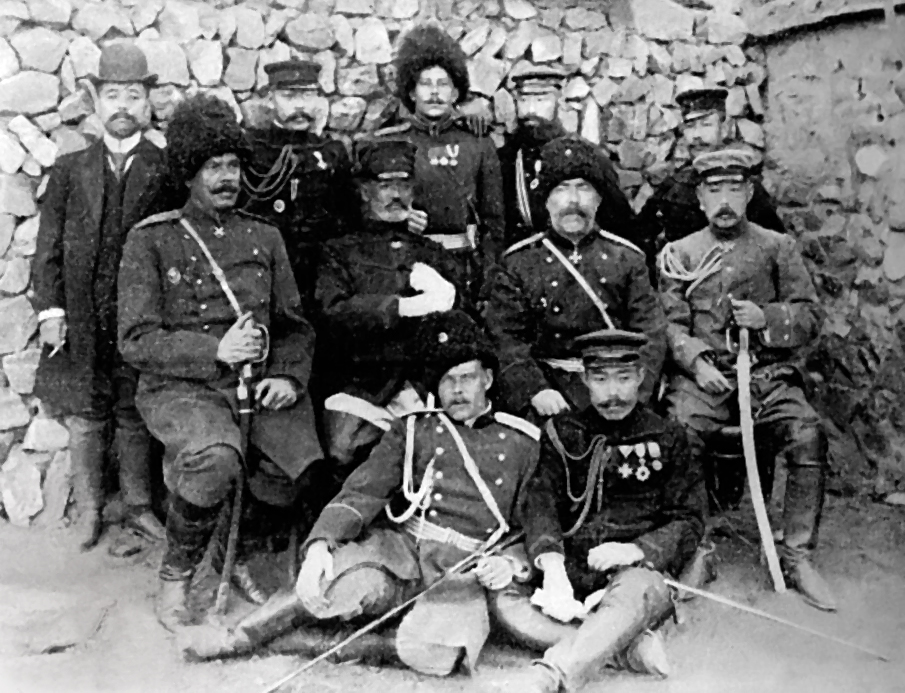
Nogi Maresuke trong chiến tranh Nga-Nhật.